# Gedankenverbrechen
Ein Gedankenverbrechen ist eine juristische Konstruktion, die den bloßen Gedanken an eine mögliche Straftat oder den Wunsch (geäußert oder nur empfunden) nach einer Straftat selbst zu einer Straftat erklärt. Auch Handlungen, die theoretisch einer Straftat dienen können, könnten entsprechend zur Straftat erklärt werden. 
Entsprechende Gesetze würden die Möglichkeit einer Verurteilung ohne Voraussetzung eines bestimmten Handelns geben. Sie widersprechen dem Menschenrecht auf Gedankenfreiheit und sind mit einem Rechtsstaat nicht zu vereinbaren. 
Neben der Frage der Rechtmäßigkeit einer Verurteilung für Gedanken steht das Problem, dass bisher weder rechtlich noch wissenschaftlich nachweisbar ist, ob jemand an etwas gedacht hat oder nicht. Die in manchen Staaten eingesetzten Lügendetektoren können lediglich den aktuellen Stress messen, der durch bewusste Falschaussagen während eines Verhörs entstehen kann.
Da sich die Möglichkeiten des Messens und Auswertens von Gehirnströmen inzwischen weiterentwickelt haben, warnen bereits erste Forscher vor den damit verbundenen Möglichkeiten, Menschen anhand der Auswertung der Hirnscans in bestimmte Kategorien einzuordnen. So fragt etwa die Neurologin Judy Illes von der Stanford University: „Wie werden wir mit Informationen umgehen, die eine Neigung zu Soziopathie, Suizid oder Aggression vorhersagen?“.
Es stellt sich die Frage nach der Umsetzbarkeit der Forderung eines oft geforderten „reinen Geistes“. Auch wenn der Volksmund oft Floskeln wie „Das darfst Du nicht mal denken“ oder „Wer so etwas denkt...“ formuliert, ist sich die Psychologie sicher, dass nur ein sehr geringes Maß an Gedanken wirklich von der jeweiligen Person direkt beeinflussbar ist. Das Gehirn, vor allem das Unterbewusstsein, liefert ständig Assoziationen und (negative) Gedanken. Der Versuch etwas nicht zu denken führt bekanntlich zum genauen Gegenteil. Und wer seine eigenen Gedanken über ein normales Maß hinaus kontrollieren will, statt sie zu lenken, riskiert psychische Erkrankungen wie z. B. Zwangsgedanken.
In seinem dystopischen Roman 1984 schildert George Orwell einen totalitären Staat, in dem eine „Gedankenpolizei“ durch allgegenwärtige Beeinflussung und Überwachung und psychologische Techniken die Gedanken der Bürger kontrolliert und gegebenenfalls bestraft.

## Geschichte

### Japanisches Kaiserreich
Nach der Meiji-Restauration von 1868 hielt die moderne Technik im Japanischen Kaiserreich Einzug. Das Land kam zudem mit der ganzen Bandbreite westlichen politischen Denkens in Berührung. Besonders der Marxismus wurde als Gefahr für die Monarchie angesehen. 1910 gab es in Japan im Zuge der Hochverratsaffäre (Taigyaku Jiken) eine Welle von Verhaftungen von Anarchisten und Sozialisten, nachdem die Polizei bei einem Arbeiter Sprengstoff gefunden hatte, mit dem der Kaiser getötet werden sollte. Daraufhin wurde 1911 die „Spezielle Höhere Polizei“ (特別高等警察, Tokubetsu Kōtō Keisatsu, auch kurz 特高, Tokkō genannt) gegründet, die wegen ihrer Aufgabe, „gefährliche Gedanken“ wie den Marxismus zu bekämpfen, allgemein „Gedankenpolizei“ genannt wurde. 
1936 wurde ein „Gesetz über die Bewährung bei Gedankenverbrechen“ (思想犯保護観察法, Shisōhan Hogo Kansatsuhō) verabschiedet. „Gedankenverbrechen“ (思想犯, shisōhan) war hier der japanische Ausdruck für ein „Verbrechen gegen den Staat“.
Von 1941 bis 1945 hatte die Gedankenpolizei die Möglichkeit, „Gedankenverbrecher“ allein aufgrund einer regimefeindlichen Einstellung präventiv in Haft zu nehmen, auch wenn keine politisch motivierte Straftat begangen wurde.

### Südkorea
Nach dem „Gesetz über die Nationale Sicherheit“ (국가보안법 / 國家保安法 [kukk͈apoːanp̎əp̚]) Südkoreas können ebenfalls Gedankenverbrechen (§ 7) sowie die Nichtanzeige geplanter Straftaten (§ 10) geahndet werden. Die Strafen können bei Reue oder Denunzieren von anderen reduziert bzw. erlassen werden.

## Fiktion
Internationale Bekanntheit erlangte der Begriff Gedankenverbrechen durch den Roman 1984 (1949) von George Orwell. Der Roman schildert eine totalitäre Gesellschaft der Zukunft. Dort hat die Gedankenpolizei, eine verdeckt arbeitende Polizei, die Aufgabe, mögliche Gedankenverbrechen zu entdecken und zu bestrafen. Dabei setzt sie Psychologie bei Befragungen und allgegenwärtige Überwachung ein, um die Mitglieder der Gesellschaft zu finden, die dazu fähig sind, Kritik an der offiziellen Doktrin zu üben. Auch das bloße In-Erwägung-Ziehen von anderen Gedanken als der offiziellen Doktrin werden als Gedankenverbrechen angesehen. Winston Smith, die Hauptfigur, beschreibt Gedankenverbrechen in seinem Tagebuch folgendermaßen: „Gedankenverbrechen zieht nicht den Tod nach sich, Gedankenverbrechen ist der Tod.“ Er habe „auch wenn er nie die Feder angesetzt hätte – das Kapitalverbrechen begangen, das alle anderen in sich einschloss. Gedankenverbrechen nannten sie es.“ Vgl. auch den Begriff "precrime", der auf eine Story von Philip K. Dick zurückgeht.
George Orwell arbeitete von 1941 bis 1943 bei der BBC als Redakteur für antijapanische Propaganda.
Der vielbeachtete Roman führte nach seinem Erscheinen zu teilweise sehr kontroversen Debatten über den Begriff des Gedankenverbrechens, zum Beispiel:
- ob bereits der Gedanke ein Verbrechen sein kann oder ob erst die Umsetzung der Gedanken eine Straftat ist,
- ab wann der Gedanke über ein Verbrechen beginnt, zum Plan und damit zum Willen zu werden und
- ab wann die Strafbarkeit für ein noch nicht ausgeführtes Verbrechen beginnt.